# Ânion radical

Naftaleno de sódio, um sal que contém o ânion radical naftaleno como ânion

Em química orgânica, um ânion radical é uma espécie de radical livre que carrega uma carga negativa. Os ânions radicais são encontrados em química orgânica como derivados reduzidos de compostos aromáticos policíclicos, por exemplo, nafteneto de sódio. Um exemplo de um ânion radical não carbonoso é o ânion superóxido, formado pela transferência de um elétron para uma molécula de oxigênio. Os ânions radicais são normalmente indicados por {\displaystyle M^{\bullet -}}.